# Francesco Brizio
Pour les articles homonymes, voir Brizio.
 (mai 2020).
Si vous disposez d'ouvrages ou d'articles de référence ou si vous connaissez des sites web de qualité traitant du thème abordé ici, merci de compléter l'article en donnant les références utiles à sa vérifiabilité et en les liant à la section « Notes et références ».
Francesco Brizio ou Brizzi dit Nosadella, né en 1574 à Bologne où il est mort en 1623, est un peintre et un graveur italien baroque de l'école de peinture de Bologne.

## Biographie

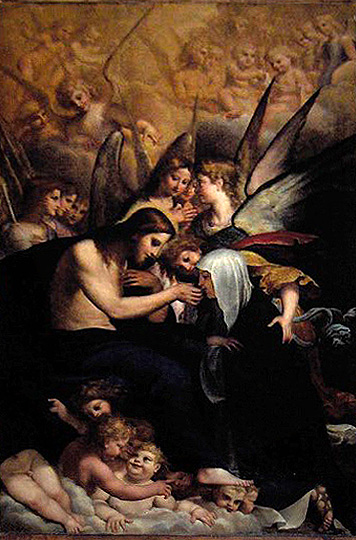
La communion mystique de Sainte Catherine.

Francesco Brizio commence par être l'élève de  Bartolomeo Passarotti, puis auprès d'Agostino et Lodovico Carracci.
Il devient l'assistant de  Lucio Massari et de  Leonello Spada, pour les cycles épiques d'Histoires romaines de Torquato Tasso des loggias du palais Bentivogli.
Il a aussi exécuté des plafonds pour le comte Boschetti à Modène et à l'Oratorio della SS Trinità in Pieve de Cento.
À Bologne, il peint le Couronnement de la Madonna del Borgo à l'église San Petronio et les fresques du cloître San Michele in Bosco.
Son fils Filippo deviendra l'élève de Guido Reni et Domenico Ambrogi a été de ses élèves.
Il a été l'élève d'Agostino Carracci aussi pour la gravure, et il est dit avoir réalisé des œuvres attribuées à son maître.